# マホロミ 時空建築幻視譚
『マホロミ 時空建築幻視譚』は、冬目景による日本の漫画。『ビッグコミックスピリッツ』（小学館）にて2010年から2015年にかけて不定期連載された。単行本は全4巻。（小学館刊）。

## あらすじ
建築科の大学生である土神東也は、解体中の洋館にて不思議な幻を視る。同じ洋館で出会った少女、真百合からそれは建物の記憶であると告げられた。東也は建物の過去と、祖父母たちの謎を追い始める。
家の記憶
東也は取り壊し間際の洋館で不思議な現象に遭う。そこで出会った少女は、祖父が隠していた古い写真の人物とそっくりだった。
祖父の写真
祖父の写真にそっくりな少女との偶然の再会。彼女は東也が祖父の孫であることを知っていた。二人は再び旧い建物の記憶と向き合う。
海の思い出
アルバイトを始めた建築事務所の入居する旧いビルは取り壊し期限が迫っていた。二人が見た建物の記憶は建築当時の横浜の海だった。
母の家
疎遠だった祖父の建築士としての評判を聞くたびに複雑な気持ちを抱く東也。取り壊しの決まった洋館が二人に見せた記憶は母と娘の幸せな時間だった。
建築学生達
大学の旧い図書館が建て替えられる。デザインコンペの下調べで訪れた旧図書館で二人が見たのは六十年前の学生の死亡事故だった。
春雷
真百合の住む家は祖母が遺した横浜の別荘。そこで真百合は一枚の古い写真を見つける。
漸の桜
東也の同級生が住む旧い学生寮。取り壊しが決まったその建物のそばには、何年も花をつけていない桜の巨木があった。
彼女の名画座
伊勢佐木町にあった旧い映画館。建て替えられた商業ビルにもその記憶は引き継がれていた。祖父と真百合の関係が気になる東也は、祖父の孫として見られる自分に嫌気がさしていた。
アパートメントハウスの風
取り壊しの決まった旧いアパートメント。建物の記憶には今は失われた風見鶏が立っていた。真百合の祖父への想いを知ってしまった東也は、それでも真百合に会いたい自分に気付く。
祖父の椅子
祖父の設計した家が近々壊されることとなった。施主の依頼で祖父の作った椅子を修理することになった東也は、学校・アルバイト・椅子の修理と根を詰めすぎて倒れてしまう。一方、真百合は祖父の最期を看取るために縁遠かった実家を訪れていた。

## 登場人物
土神東也（にわ とうや）
本作の主人公。建築科の大学一年生。祖父の遺した家で一人暮らしを始めた。あるときから、旧い建造物の記憶を視ることの出来る能力に目覚める。手先が器用で、絵や模型作りが得意。
深沢真百合（ふかざわ まゆり）
東也が取り壊し中の洋館で出会った謎めいた少女。祖母が別荘としていた家で一人暮らしをしている。東也と同じ能力を持つ。
円海卯（みつうみ あきら）
東也の同級生で幼なじみ。重度の建築オタク。実家は剣道道場で、男を寄せ付けまいとする兄達に辟易としている。東也と真百合の関係を気にかけている。
土神菜南（にわ ななみ）
東也の妹。高校で園芸部に所属している。祖父と真百合の祖母の関係を知り、土神家の家族事情に気をもんでいる。
坂本
東也の同級生。
ラリーラ・リー
東也の同級生。シンガポール出身。
石蕗巽（つわぶき たつみ）
東也の同級生。
地引計馬（じびき けいま）
東也のアルバイト先の建築事務所「アトリエモリエ」の所長。
仲代雪子（なかだい ゆきこ）
アトリエモリエのスタッフ。頼りがいがない計馬に代わって事務所を切り盛りしている。
長塚美樹（ながつか みき）
アトリエモリエのスタッフ。家具作りが趣味で、建築士を目指している。
土神拓西（にわ たくし）
東也の祖父。横浜では名の知られた建築士だった。
深沢芙貴子（ふかざわ ふきこ）
真百合の祖母。拓西とは懇意であったとされる。真百合と瓜二つ。

## 単行本
1. 2012年2月4日初版第1刷発行（1月30日発売）、ISBN 978-4-09-184336-4
ビッグコミックスピリッツ・2010年9号 - 10号 / 2011年20号 - 21・22合併号 /2012年5・6合併号 - 7号に掲載分を収録。
  - 家の記憶 #1-#2
  - 祖父の写真 #1-#2
  - 海の思い出 #1-#2
2. 2013年3月5日初版第1刷発行（2月28日発売）、ISBN 978-4-09-185134-5
ビッグコミックスピリッツ・2013年1号 - 4・5合併号、8号 - 13号に掲載分を収録。
  - 母の家 #1-#4
  - 建築学生達 #1-#5
  - 春雷
3. 2014年3月5日初版第1刷発行（2月28日発売）、ISBN 978-4-09-186086-6
ビッグコミックスピリッツ・2014年1号 - 7号、9号 - 13号に掲載分を収録。
  - 漸の桜 #1-#5
  - 彼女の名画座 #1-#5
4. 2015年5月5日初版第1刷発行（4月30日発売）、ISBN 978-4-09-187083-4
ビッグコミックスピリッツ・2015年6号 - 10号、12号 - 16号に掲載分を収録。
  - アパートメントハウスの風 #1-#5
  - 祖父の椅子 #1-#5